# Crònica de Fredegari

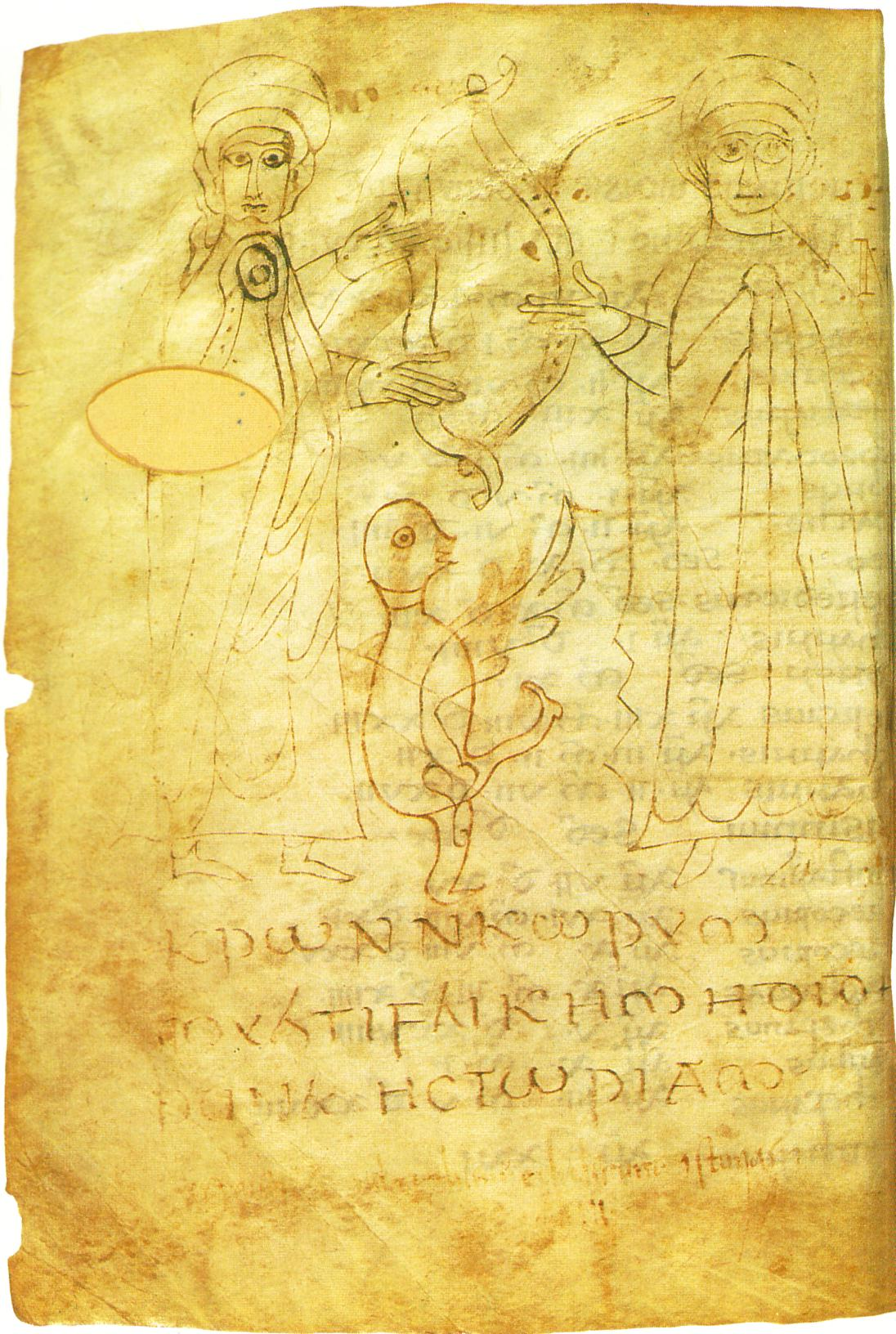
Dibuix a ploma del primer manuscrit que es creu que representa Eusebi de Cesarea i Jeroni d'Estridó, 715

La Crònica de Fredegari és el títol utilitzat per a una crònica franca del segle vii que degué ser escrita per un borgonyó. L'autor n'és desconegut i l'atribució a Fredegari data del segle xvi.
La crònica comença amb la creació del món i conclou l'any 642. També hi ha referències a fets fins al 658. Algunes còpies contenen una versió resumida de la crònica fins al 642, però inclouen seccions afegides escrites durant la dinastia carolíngia que acaben amb la mort de Pipí I el Breu al 768. La Crònica de Fredegari amb les seues Continuacions és una de les poques fonts d'informació sobre la dinastia merovíngia per al període posterior al 591, quan finalitza el Decem Libri Historiarum de Gregori de Tours.

## Autoria
Cap dels manuscrits conservats especifica el nom de l'autor. El nom "Fredegari" (Frédégaire en francés actual) l'emprà per primera volta per a la crònica al 1579 Claude Fauchet en Recueil des antiquitez gauloises et françoises. La qüestió de qui escrigué aquesta obra ha estat objecte de debat, tot i que l'historiador J. M. Wallace-Hadrill admet que "Fredegari" és un nom genuïnament franc, malgrat que inusual. El llatí vulgar d'aquesta obra confirma que la Crònica s'escrigué a la Gàl·lia; més enllà d'això, poc se sap del seu origen. Per això, n'hi ha diverses teories sobre l'autoria:
- El punt de vista fins a 1878 era que la Crònica l'havia escrita una sola persona, tot i que era una hipòtesi sense argumentar.
- El 1883, Bruno Krusch, en la seua edició per a la Monumenta Germaniae Historica, proposa que la Crònica era creació de tres autors, una teoria acceptada més tard per historiadors com Theodor Mommsen, Wilhelm Levison o Wallace-Hadrill.
- Ferdinand Lot critica la teoria de l'autoria múltiple de Krusch i les seues objeccions són recolzades el 1928 per historiadors com Marcel Bardot i Leon Levillain.
- El 1934, Siegmund Hellmann proposa una modificació de la teoria de Krusch, argumentant que la Crònica era obra de dos autors.[6]
- El 1963, Walter Goffart renova la teoria d'un sol autor,[8] i aquest punt de vista és ara el que se sol acceptar.[7]

Se suposa que Fredegari era un borgonyó de la zona d'Avenches a causa del seu coneixement del nom alternatiu Wifflisburg per a aquesta localitat, denominació que sols a partir de llavors es començà a usar. Aquesta suposició recolza en el fet que tenia accés als annals de moltes esglésies borgonyones. També tenia accés als documents de la cort i sembla relacionar-se amb missatgers i ambaixadors longobards, visigots i eslaus. La seua comprensió dels fets del món romà d'Orient també s'explica per la relativa proximitat del Regne de Borgonya a la Itàlia romana d'Orient.

## Manuscrits
La crònica apareix en més de trenta manuscrits, que tant Krusch com el medievalista anglés Roger Collins agrupen en cinc classes. La crònica original s'ha perdut, però n'hi ha una còpia en escriptura uncial feta el 715 per un monjo borgonyó anomenat Luceri. Aquesta còpia és a la Biblioteca Nacional de França (MS Latin 10910) i a voltes se li denomina Codex Claromontanus perquè en el seu moment fou propietat del Liceu Louis-le-Grand a París. L'historiador francés Gabriel Monod en publicà el 1885 una edició diplomàtica. El Codex Claromontanus fou també la base de l'edició crítica de Krusch publicada el 1888 i de la traducció parcial a l'anglés de Wallace-Hadrill publicada el 1960.[15][16] La majoria dels altres manuscrits conservats es copiaren a Austràsia i daten de principis del segle ix o són més tardans.
La primera versió impresa, l'edició prínceps, se'n publicà a Basilea per Flaci Illiric el 1568. Emprà el manuscrit MS Heidelberg University Palat. Lat. 864 com a base del seu text. La següent edició publicada en fou Antiquae Lectiones de Canisius a Ingolstadt el 1602.
El manuscrit es troba a la Biblioteca Digital Mundial des del 20 de desembre de 2017.

## Estructura
L'edició crítica de Krusch divideix la crònica en quatre seccions o llibres. Els tres primers es basen en obres anteriors i abasten el període des del començament del món fins al 584; el quart llibre continua fins al 642 i prefigura els fets que ocorren entre el 655 i el 660. En el pròleg, l'autor (tradicionalment Fredegari) escriu: 
| « | He llegit amb molta cura les cròniques de sant Jeroni, Hidaci i un cert savi, tant d'Isidor com de Gregori, des del començament del món fins als darrers anys del regnat de Guntram; i he reproduït successivament en aquest llibret, en idiomes escaients i sense massa omissions, el que aquests savis han narrat extensament en les seues cinc cròniques. | » |

De fet, Fredegari al·ludeix a fonts que no cita i hi agrega texts que no provenen de les seues fonts principals. Aquestes seccions inserides són interpolacions, i les seues fonts ens són desconegudes. Algunes de les interpolacions s'empren per elaborar una llegenda de l'origen troià dels francs.
Llibre I
Els 24 capítols inicials del primer llibre segueixen l'anònim Liber generationis que al seu torn deriva de l'obra d'Hipòlit. La resta del llibre conté un compendi de taules cronològiques que inclouen una llista dels emperadors romans, una altra dels reis jueus, una altra dels papes fins a l'arribada de Teodor I el 642 i el capítol 3 de la crònica d'Isidor de Sevilla. En el revers del foli que conté la llista papal hi ha un dibuix a tinta que mostra dues persones que segons Monod deuen representar Eusebi de Cesarea i Jeroni d'Estridó.
Llibre II
Els primers 49 capítols del segon llibre inclouen extractes de la traducció llatina de sant Jeroni de la Crònica d'Eusebi. El text conté algunes interpolacions. Els capítols restants tenen extractes de la Crònica d'Hidaci.
Llibre III
El tercer llibre conté extractes dels llibres II–VI del Decem Libri Historiarum de Gregori de Tours amb algunes interpolacions. La font de Fredegari sembla haver-se perdut els darrers quatre llibres del text de Gregori i la seua narració finalitza al 584.
Llibre IV
Els 90 capítols del quart llibre contenen detalls específics d'esdeveniments en la cort borgonyona. Fredegari no revela les seues fonts, però els capítols anteriors semblen basar-se en els annals locals. Els capítols 24-39 inclouen un relat de fets ocorreguts entre 603 i 613. El capítol 36 és una interpolació sobre la vida de Columbà copiada, quasi sense modificacions, de la Vita Columbani de Jonàs de Bobbio. El llibre acaba abruptament al 642. El llibre IV és el més estudiat pels historiadors perquè conté informació que no apareix en altres fonts medievals.

## Continuacions
Un grup de manuscrits (classe 4 de Krusch) conté una reelaboració de la Crònica de Fredegari seguida de seccions afegides que descriuen fets del Regne franc fins a l'any 768. Aquestes seccions es coneixen com les Continuacions. Krusch, en la seua edició crítica, afegeix aquests capítols al text del Codex Claromontanus, i crea la falsa impressió que les dues parts provenen del mateix manuscrit.
Els manuscrits de la classe 4 es divideixen en tres llibres. El primer s'inicia amb una secció basada en el tractat De cursu temporum de l'escriptor llatí del s. IV Quintus Julius Hilarianus. Li segueix una versió del llibre II de Fredegari que incorpora un relat ampliat del suposat origen troià dels francs. El segon llibre és una versió resumida de les històries de Gregori de Tours corresponents al llibre III de Fredegari. El tercer i darrer llibre consta dels 90 capítols del llibre IV de Fredegari seguit de les Continuacions.
Les Continuacions consten de tres parts. Els primers deu capítols segueixen el Liber Historiae Francorum, una crònica anònima de Nèustria que finalitza al voltant del 721. La segona part (capítols 11-33) abasta fins al 751. La crònica continua després amb altres vint capítols que descriuen els fets al Regne franc fins a l'any 768.